# Neolarra californica
Neolarra californica är en biart som beskrevs av Michener 1939. Neolarra californica ingår i släktet Neolarra och familjen långtungebin. Inga underarter finns listade i Catalogue of Life.